# بوابة كل الأمم
قصر بوابة كل الأمم (بالفارسية: کاخ دروازه کشورها) توجد في تخت جمشيد في إيران.
وقد أمر ببناء البوابة الملك الأخمينيوني خشايارشا الأول (486-465 قبل الميلاد). وتم البناء في عهد دارا الأول.

## المبنى
يتكون الهيكل من غرفة كبيرة واحدة سقفها مدعوم بأربع أعمدة حجرية بقواعد على شكل جرس. ويوجد في كل جدار بوابة كبيرة، ويوجد في البوابة الغربية زوج من الثيران المجنحة الآشورية.

## معرض صور

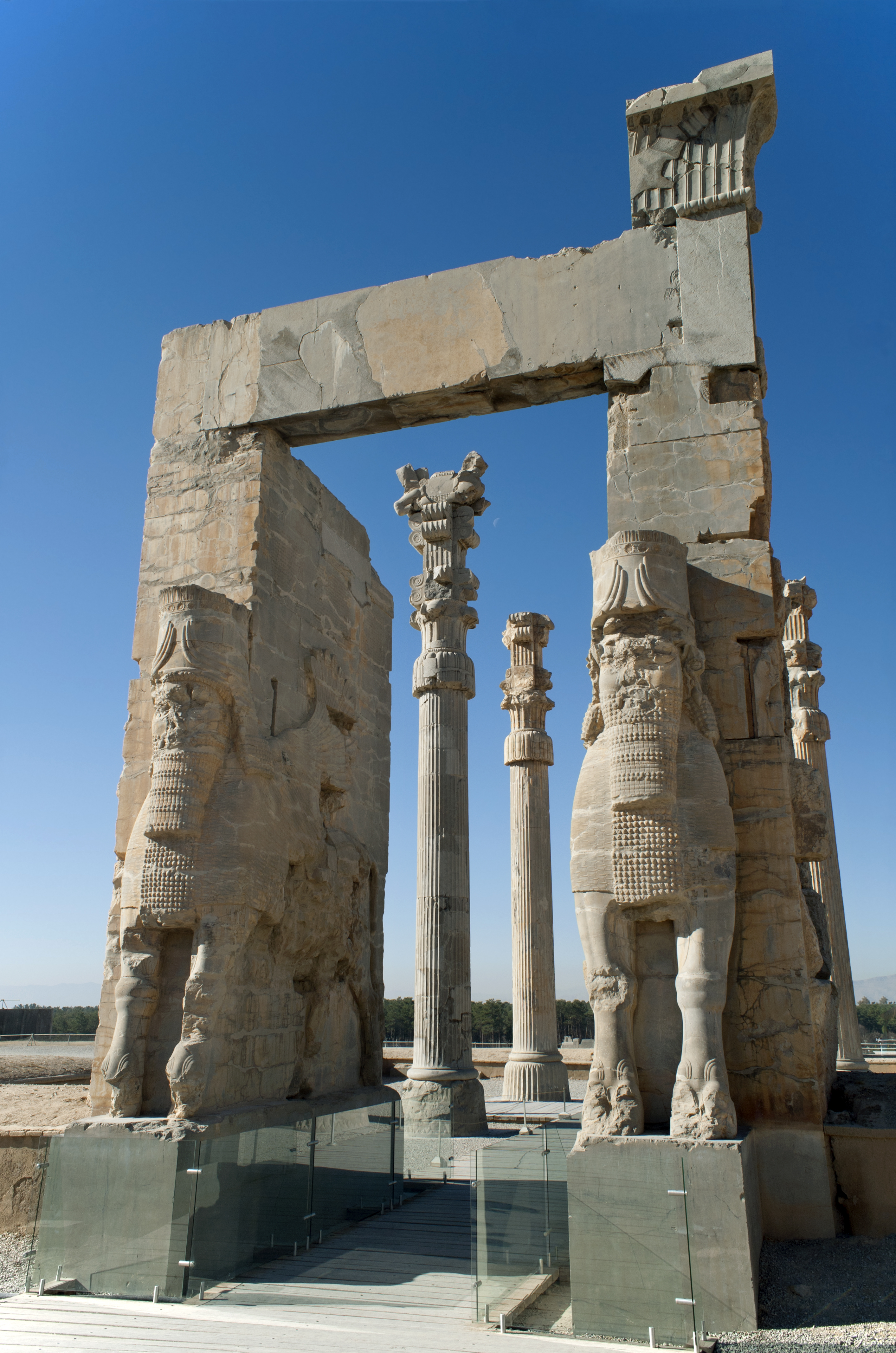
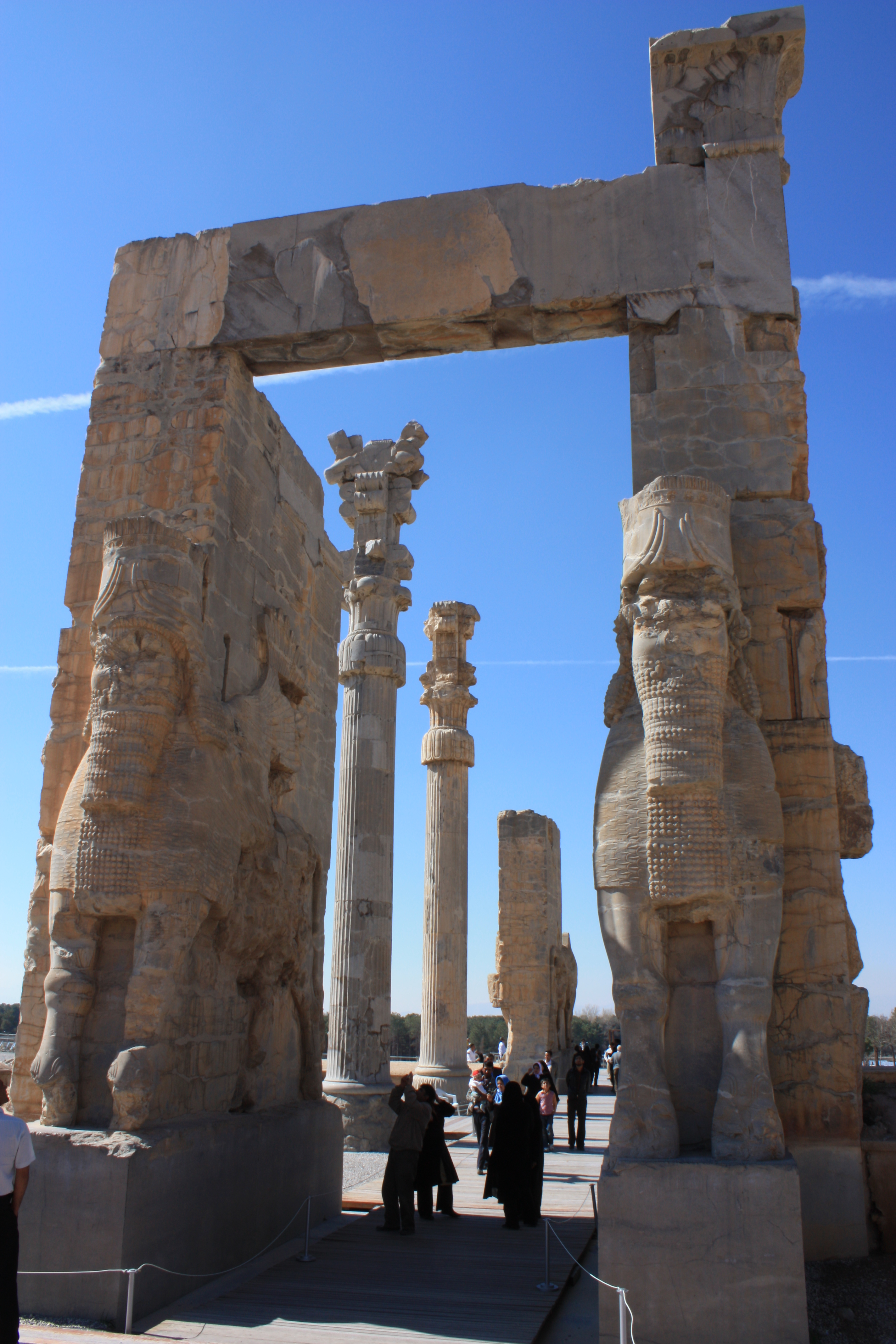
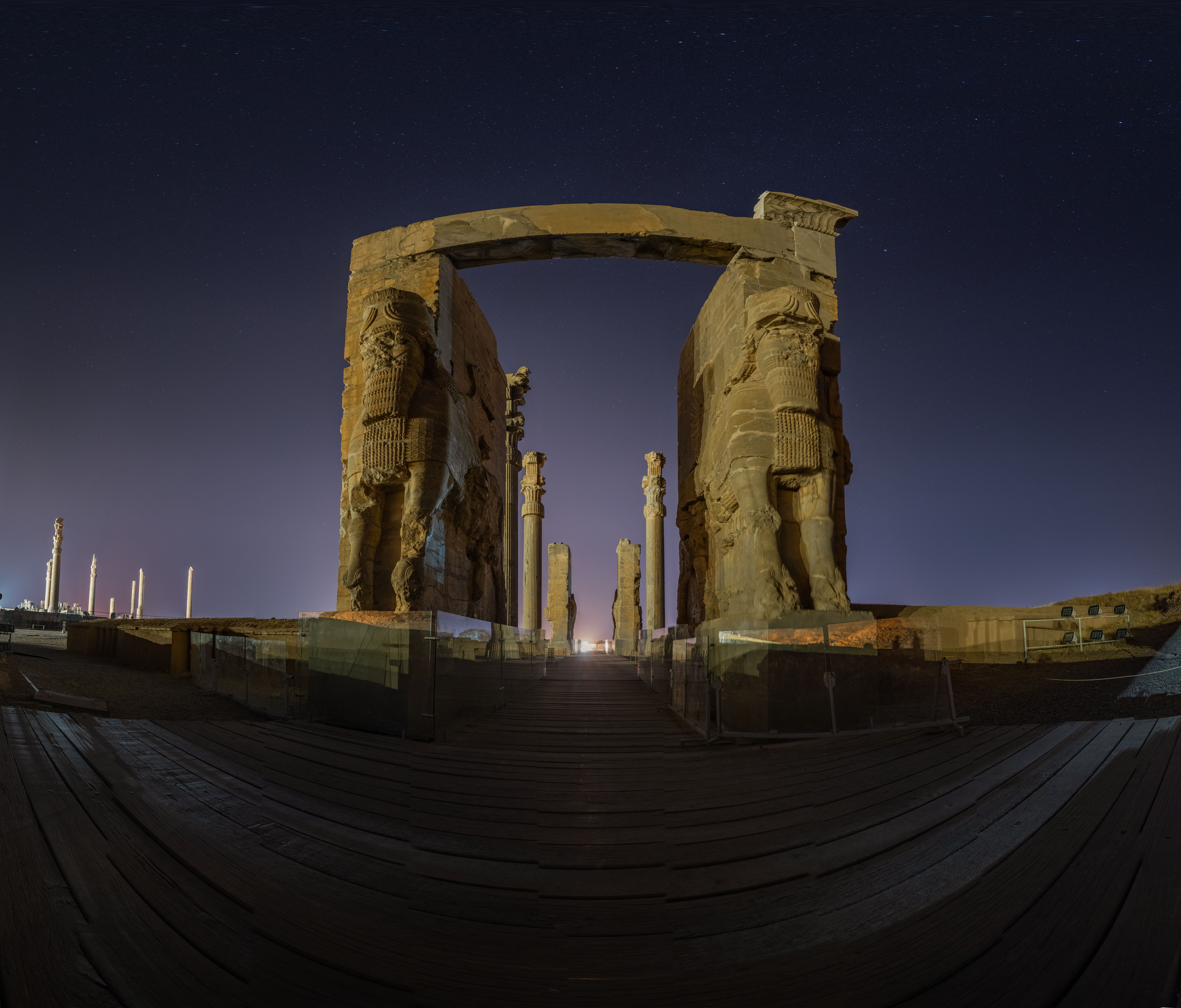
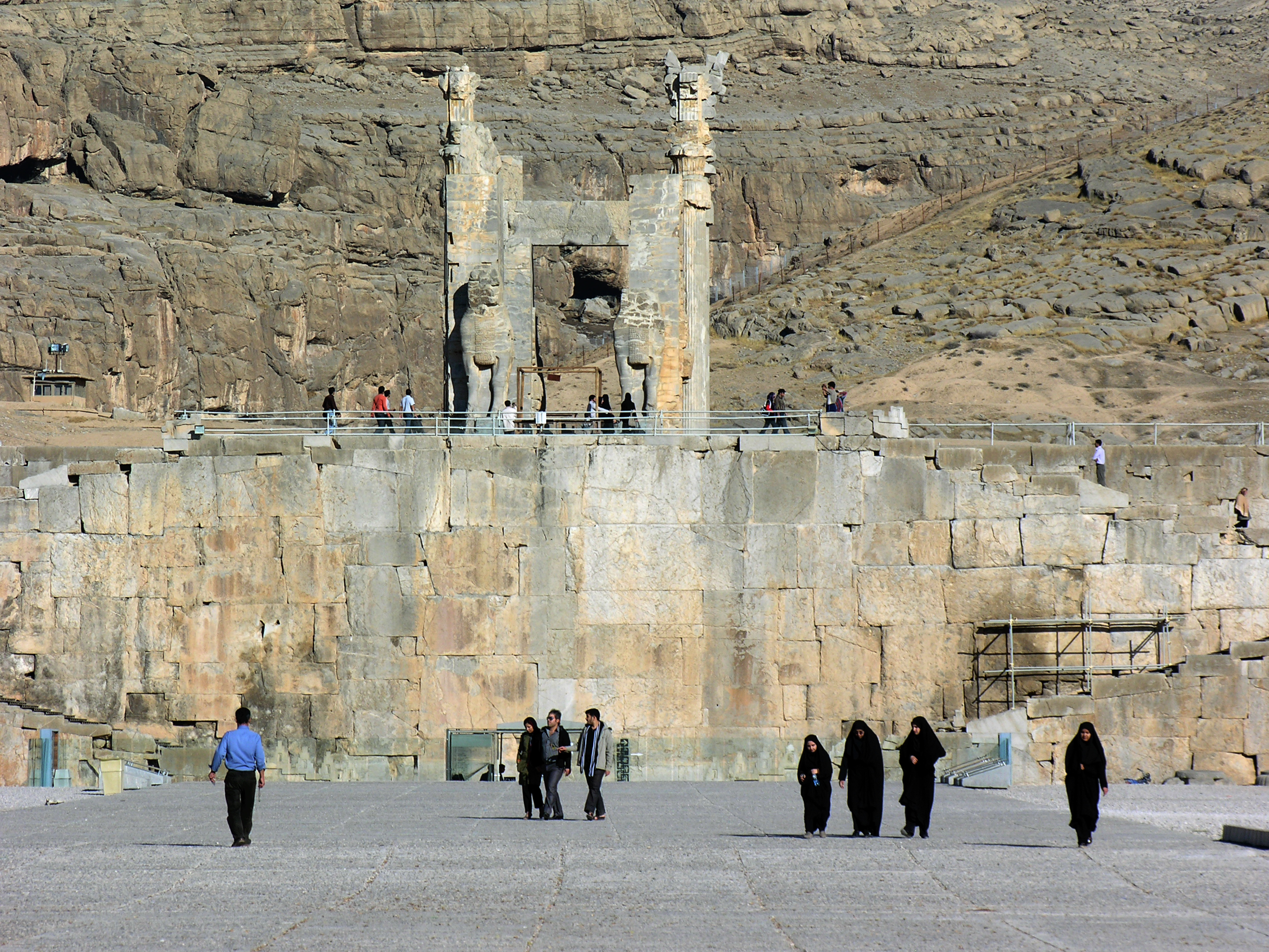
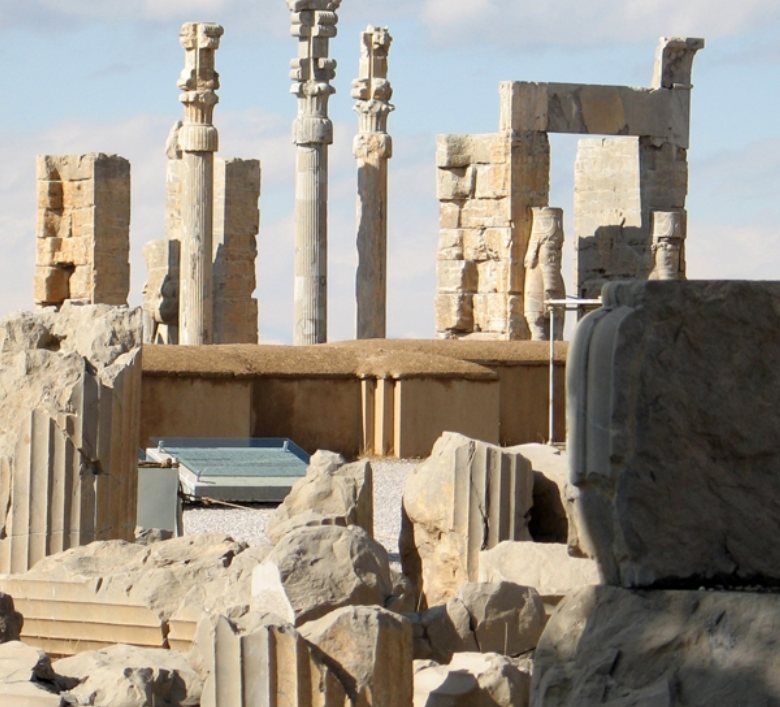
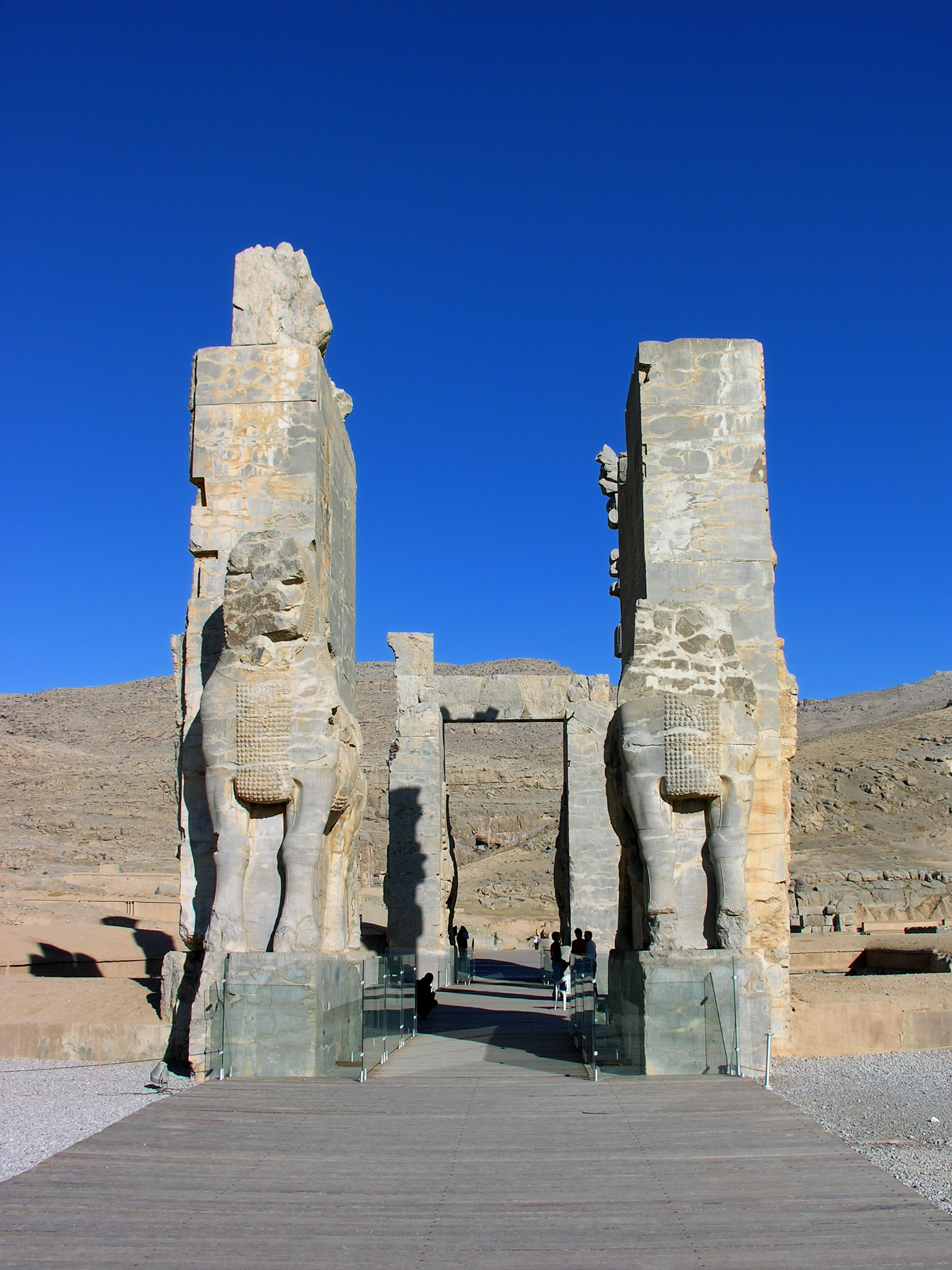
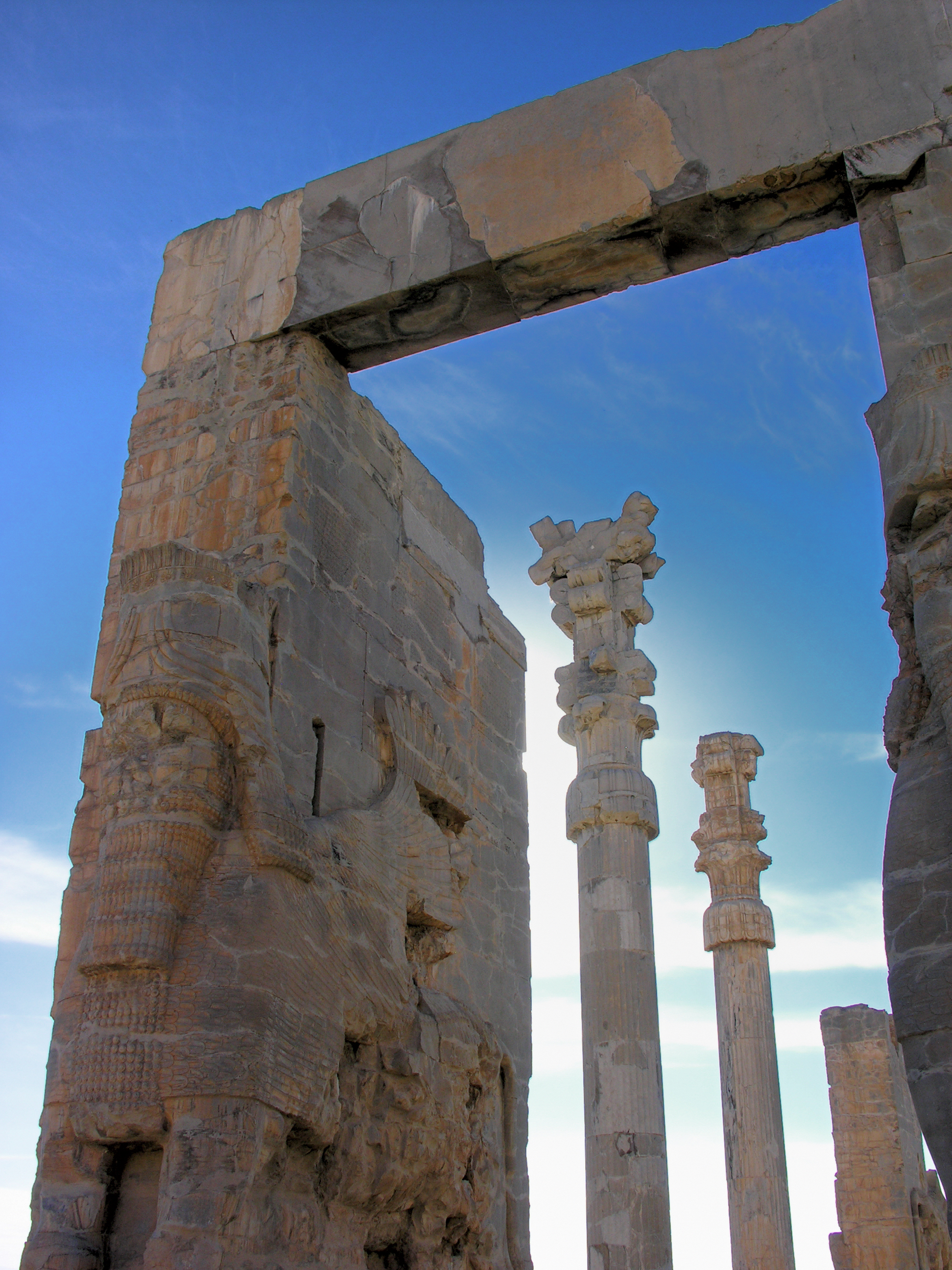
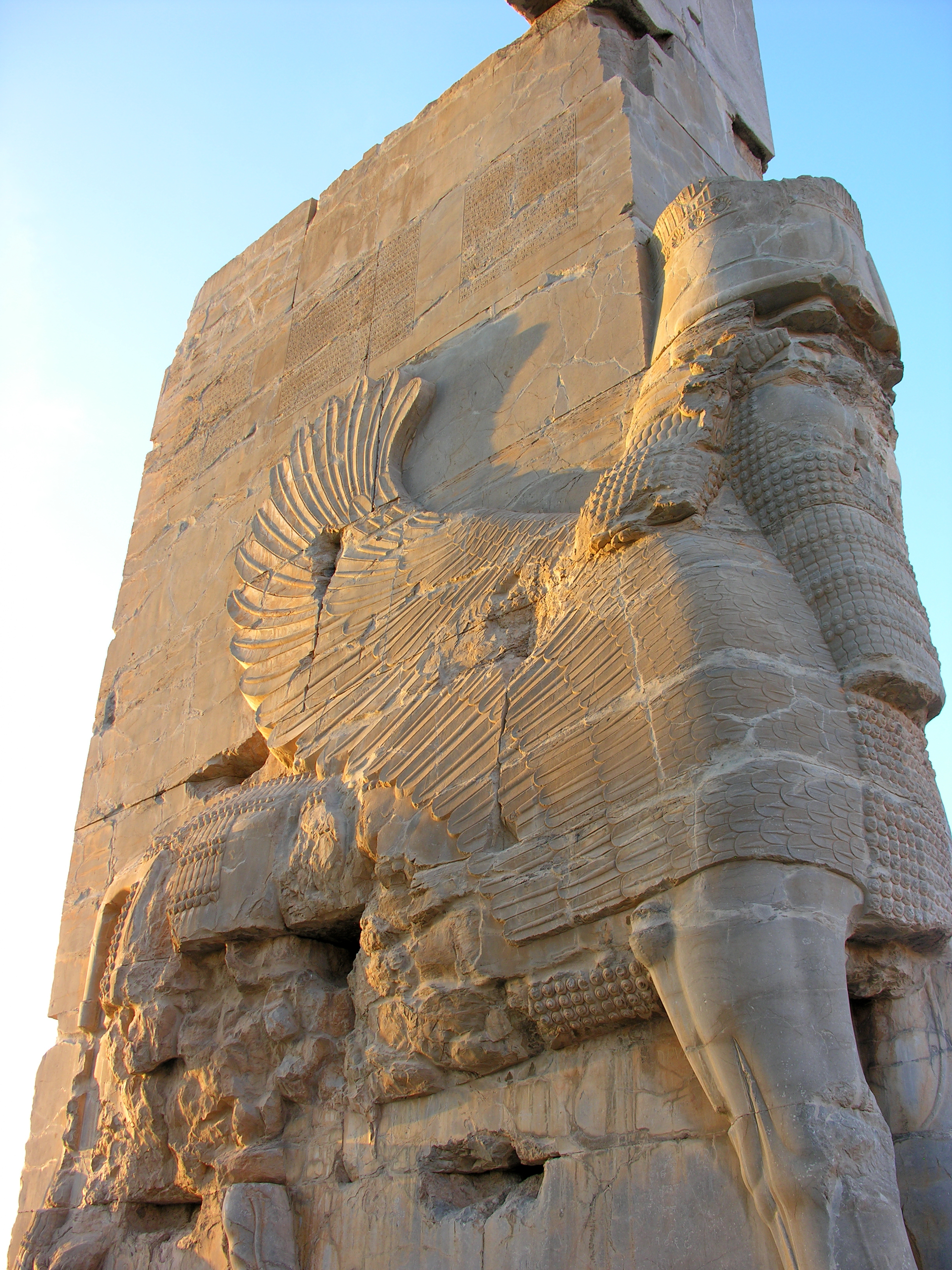
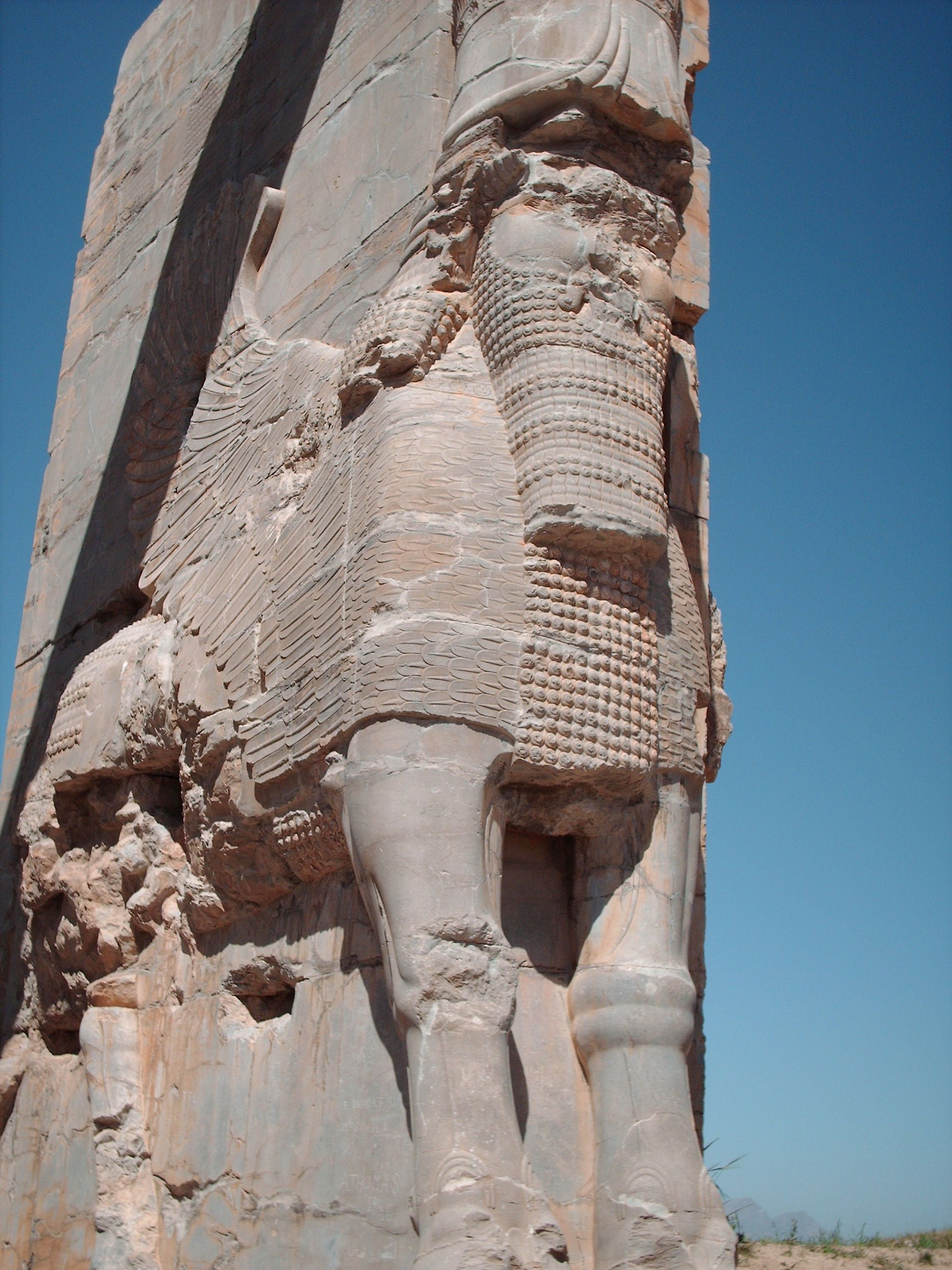
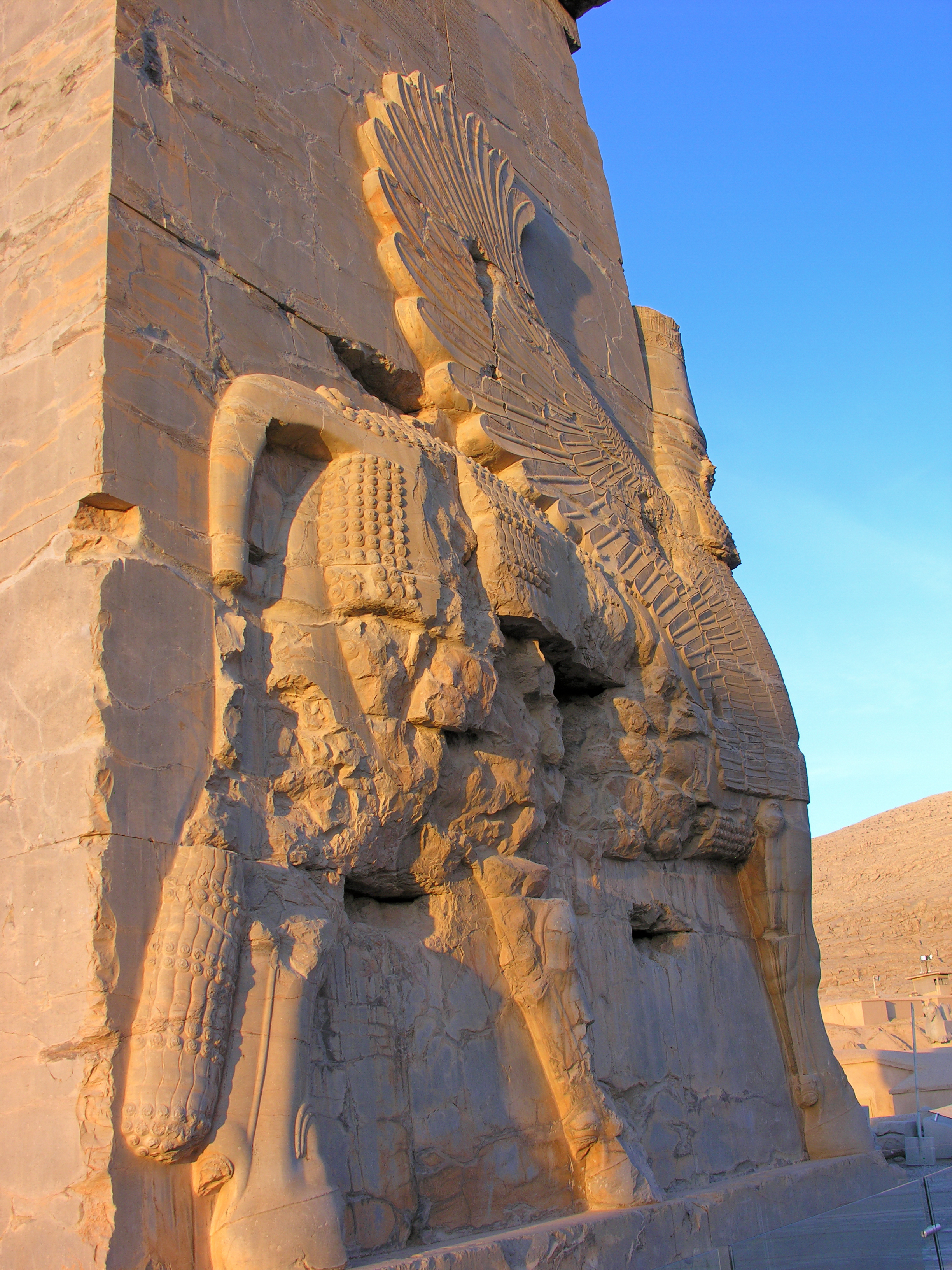